# Matt Light
Matthew Charles Light (Greenville, 23 giugno 1978) è un ex giocatore di football americano statunitense che ha giocato nel ruolo di offensive tackle per tutte le 10 stagioni della carriera con i New England Patriots della National Football League (NFL) con cui ha vinto tre Super Bowl. Fu scelto nel corso del secondo giro (48º assoluto) del Draft NFL 2001 dai Patriots. Al college ha giocato a football all'Università Purdue.

## Carriera professionistica

### New England Patriots
Light fu scelto nel corso del secondo giro del Draft 2001 dai New England Patriots. Nella sua stagione da rookie disputò come titolare 12 gare sulle 14 giocate, contribuendo a far guadagnare ai Patriots 112,2 yard su corsa a partita. Matt fu titolare nella linea offensiva dei Patriots che guadagnò 133 yard su 25 tentativi (5,3 yard di media) nella vittoria 20–17 del Super Bowl XXXVI sui St. Louis Rams. Light fu inserito nella formazione ideale dei rookie da Football News alla fine della stagione. Light nella stagione 2002 partì titolare in tutte le 16 gare della stagione regolare, ma i Patriots mancarono i playoff.
Nel 2003, Light giocò ancora tutte le 16 gare come titolare e vinse il suo secondo anello del Super Bowl dopo non aver concesso un solo sack alla linea difensiva dei Carolina Panthers nel Super Bowl XXXVIII che comprendeva Kris Jenkins, Mike Rucker, Brentson Buckner e Julius Peppers. Light fu parte della linea offensiva che contribuì a una delle migliori stagioni della storia della franchigia nel 2004, giocando come titolare 16 gare nel ruolo di tackle sinistro, contribuendo a far correre alla squadra una media di più di 4 yard a corsa per la prima volta in 19 stagioni e aiutando Corey Dillon a stabilire il record di franchigia con 1.635 yard corse. Nell'ottobre 2004, Light firmò un'estensione contrattuale di 6 anni del valore di 27 milioni di dollari. A fine stagione vinse il suo terzo Super Bowl battendo i Philadelphia Eagles nel Super Bowl XXXIX.
Light iniziò la stagione 2005 come aveva terminato le precedenti tre, come tackle sinistro prima di fratturarsi una gamba contro i Pittsburgh Steelers nella settimana 3, restando inattivo per 11 turni e venendo alla fine inserito in lista infortunati il 22 dicembre. Matt fece ritorno nel 2006 giocando ancora tutte le gare come titolare. A fine stagione fu convocato per il suo primo Pro Bowl, sostituendo l'infortunato Jonathan Ogden.
Nel 2007, Light giocò come titolare tutte le 16 partite della stagione regolare e le tre gare di playoff dei Patriots, compresa la sconfitta contro i New York Giants nel Super Bowl XLII, quando la linea offensiva dei Patriots concesse 5 sack sul quarterback Tom Brady. Fu uno degli otto giocatori dei Patriots, e uno dei tre della loro linea offensiva (con Dan Koppen e Logan Mankins) ad essere convocati per il Pro Bowl.
Nella stagione 2008, Light giocò sempre come titolare le 16 gare per la sesta volta in carriera. Il 23 novembre nella gara contro i Miami Dolphins fu espulso per una rissa col linebacker avversario Channing Crowder, il quale fu anch'egli espulso. Dopo essere stato inserito nella formazione ideale del 50º anniversario dei Patriots, Light partì come titolare in 5 gare prima di saltarne altre 5 per infortunio. Tornò nella settimana 12 e disputò tutte le restanti gare come titolare. Nel 2010, Light partì come titolare in tutte le gare e fu selezionato come prima riserva per il Pro Bowl.
Il 31 luglio 2011, Matt Light firmò un nuovo contratto biennale coi New England Patriots. In quella che fu l'ultima stagione regolare della carriera, Matt partì come titolare in tutte le 15 gare disputate, coi Patriots che conclusero la stagione con un record di 13-3, il migliore della AFC. La squadra arrivò sino al Super Bowl XLVI perso nuovamente contro i Giants 21-17.
Il 7 maggio 2012, in una conferenza stampa al Gillette Stadium, Matt Light annunciò il suo ritiro.

## Palmarès

### Franchigia
- Super Bowl : 3

New England Patriots: XXXVI, XXXVIII, XXXIX
- American Football Conference Championship: 4

New England Patriots: 2001, 2003, 2004, 2007

### Individuale
- (3) Pro Bowl (2006, 2007, 2010)
- All-Pro (2007)
- Formazione ideale del 50º anniversario dei Patriots

## Statistiche
| Partite totali             | 155 |
| Partite totali da titolare | 153 |
| Fumble recuperati          | 2   |